# Ėkspress v Monte-Karlo
Ėkspress v Monte-Karlo (in russo Экспресс в Монте-Карло?) è il secondo album in studio della cantante russo-statunitense Ljubov' Uspenskaja, pubblicato il 1º giugno 1993 dalla Jeff Records.

## Tracce
Testi di Il'ja Reznik, musiche di Gary Gold.
1. Krivye zerkala – 4:49
2. Monte-Karlo – 3:37
3. Prababuška – 4:17
4. Maèstro Fellini – 6:04
5. Pariž – 3:49
6. Ja uechala – 3:27
7. Banket – 4:14
8. Propadi ty propadom – 4:26
9. Zabytyj sad – 4:20
10. Chuliganka – 4:16
11. Džigjar' – 3:42
12. Rossija – 5:06

## Formazione
- Ljubov' Uspenskaja – voce
- Gary Gold – sassofono, flauto
- Alex Cloud – chitarra
- Svetoslav Lazarov – programmazione
- Sasha Minkov – cori
- Stanley Menaker – cori